# Бети Форд
Елизабет Ан (Бети) Блумър Форд (на английски: Elizabeth Ford) (8 април 1918 г. – 8 юли 2011 г.) е съпругата на 38-ия президент на САЩ – Джералд Форд. Тя е първа дама на САЩ от 1974 до 1977 година.

## Биография
Известна е с активното си участие в много благотворителни фондации, в социалния и политически живот на страната, активистка и основателка на Центъра за лечение на алкохолици и зависими от наркотици „Бети Форд“. Според някои изследователи Бети Форд има по-голямо влияние върху културата и историята на САЩ от своя съпруг. Тя се включва активно в дискусиите на всички „горещи“ теми като аборт, рак на гърдата, феминизъм, изравняване на заплащането за жени и мъже, секс, наркотици и други. Дори след като напуска Белия дом, тя продължава да е активен член на феминисткото движение.
През 1942 година тя сключва брак с Уилям Уорън, когото познава от времето когато е на 12 години. Те се местят често поради естеството на неговата работа. Развеждат се през 1947 година, нямат деца. През 1948 година тя се омъжва за Джералд Форд. Техният брак продължава 58 години, до неговата смърт. Имат 4 деца – Майкъл, Джон, Стивън и Сюзън.
През 1987 г. Бети Форд претърпява сърдечна операция, но се възстановява бързо след нея. През 1991 г. ѝ е връчен президентския медал за свобода от Джордж Буш, както и златния медал на Конгреса през 1999 година. На 8 май 2003 година тя получава престижната награда „Удроу Уилсън“. Джералд Форд умира през 2006 година от сърдечен удар, на 93-годишна възраст. Въпреки напредналата си възраст и крехкото си здраве, тя посещава всички погребални церемонии като пътува по цяла Америка.
До смъртта си живее в Ранчо Мираж, Калифорния. На 93-годишна възраст, докато е още жива, е най-възрастната личност, която някога е била в Белия дом. Тя е третата по дълголетие след Бес Труман и Лейди Бърд Джонсън. През 2006 и 2007 година е подложена на нови операции и оттогава почти не се появява пред публика, защото здравето ѝ е много крехко.
Умира на 8 юли 2011 г.